# سد إنضاب

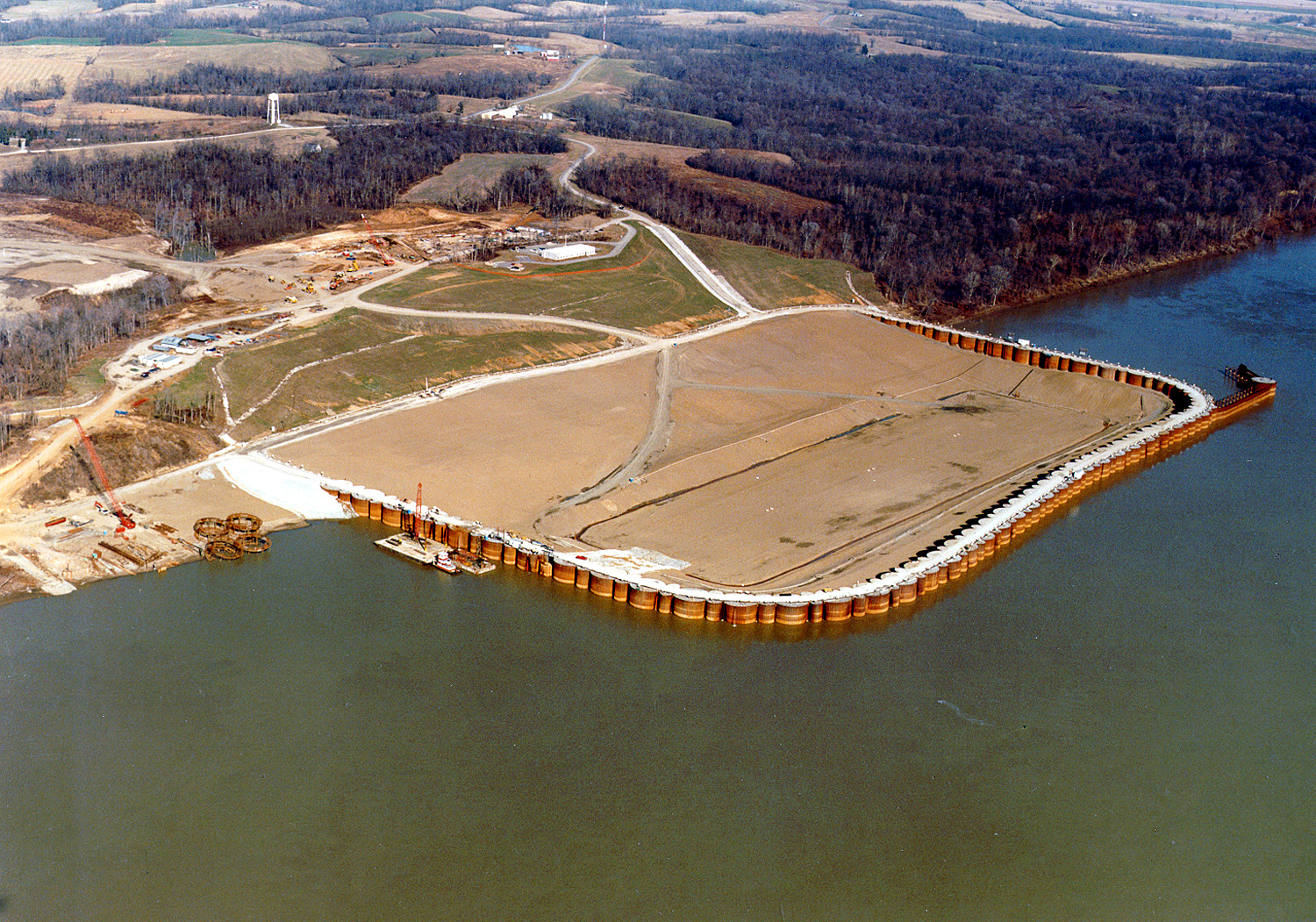
سد إنضاب على نهر أوهايو بالقرب من أولمستد، إلينوي. بنيت من أجل المساعدة في تشييد سد وهويس أولمستد

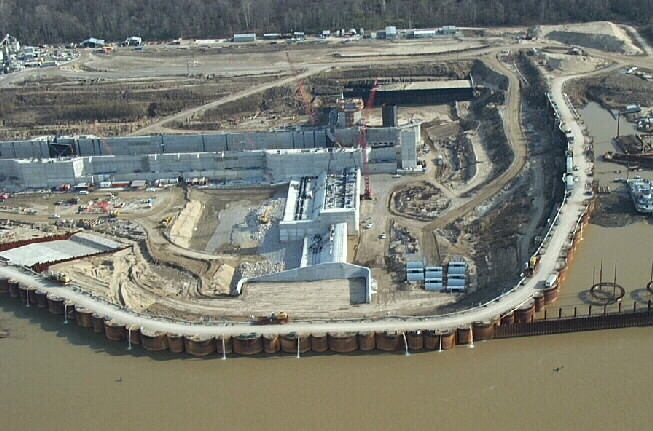
سد إنضاب خلال تشييد هويس وسد مونتغمري

سد الإنضاب أو السِّكْر الذي يطلق عليه أيضًا السد المؤقت، تطويقٌ يبنى داخل مسطح مائي للسماح بضخ المياه خارجه. يخلق هذا الضخ بيئة عمل جافة تمكن من تنفيذ العمل بأمان. يستخدم سد الإنضاب عادةً لبناء أو إصلاح السدود الدائمة، أو منصات النفط، أو دعامات الجسور، إلخ، التي تبنى داخل المياه أو فوقها.
عادة ما تكون سدود الإنضاب هياكل حديدية ملحمة، مكونة من ركائز مستعرضة، وعوارض أفقية، وأقواس تثبيت متقاطعة، وعادة ما تفككُ هذه الهياكل بعد الانتهاء من أعمال البناء. 

## الاستخدامات
بالنسبة لعملية بناء السدود، يبنى عادةً سدا إنضاب، أحدهما في عكس اتجاه التيار والآخر في اتجاه مجرى التيار للسد المقرر بناءه، وذلك بعد أن يُوفَّر نفق تحويل بديل أو قناة لتدفق النهر، وتجاوز منطقة الأساس للسد. عادة ما تكون سدود الإنضاب هذه سدودًا ترابية تقليدية على سطح الأرض أو الصخور على حد سواء، وقد تستخدم الخرسانة أو بعض الصفائح أيضًا. عند الانتهاء من بناء السد والمنشآت الخاصة به، يزال عادةً سد الإنضاب الموجود عكس اتجاه التيار المائي، ويغمر الآخر الموجود في نفس اتجاه التيار المائي عند إغلاق وسد التحويلات، ويبدأ الحوض في الامتلاء. استنادًا إلى الموقع الجغرافي لسد ما، يستخدم في بعض أعمال التنفيذ أحيًانا سد إنضاب على شكل حرف يو «U» لبناء نصف سد، وعند الانتهاء، يزال سد الإنضاب هذا، ويبنى سد آخر مماثل على الجانب المقابل من النهر لبناء النصف الآخر من السد.
يستخدم سد الإنضاب أحيانًا في تطبيقات أخرى مثل بناء السفن وإصلاحها، وذلك عندما لا يكون من العملي وضع سفينة في حوض جاف لإجراء أعمال إصلاح أو تحديث. ومن الأمثلة على هذا التطبيق تطويل السفن.
في بعض الحالات، تقسم السفينة في الواقع إلى قسمين بينما ما تزال في الماء، ويضاف جزء جديد إلى السفينة لإطالتها. يقطع الهيكل داخل سد إنضاب مرتبط مباشرة بهيكل السفينة؛ ثم يفصل السد قبل أن يطفو كل جزء من هيكل السفينة على حدة. ثم يستبدل سد الإنضاب بعد ذلك بينما تلحم أقسام الهيكل معًا مرة أخرى، وحيث أن تطبيق ذلك قد يكون مكلفًا، فإن استخدام الأحواض الجافة يكون مكلفًا أكثر.
أطلق على القيسون المفتوح الذي بلغ وزنه 100 طنًا، والذي أنزل مسافة أكثر من ميل إلى قاع البحر في محاولة لوقف تسرب النفط في حادثة التسرب النفطي في خليج المكسيك عام 2010 سد إنضاب. لكنه لم ينجح في ذلك، إذ تجمدت هيدرات الميثان في الطبقات العليا. 

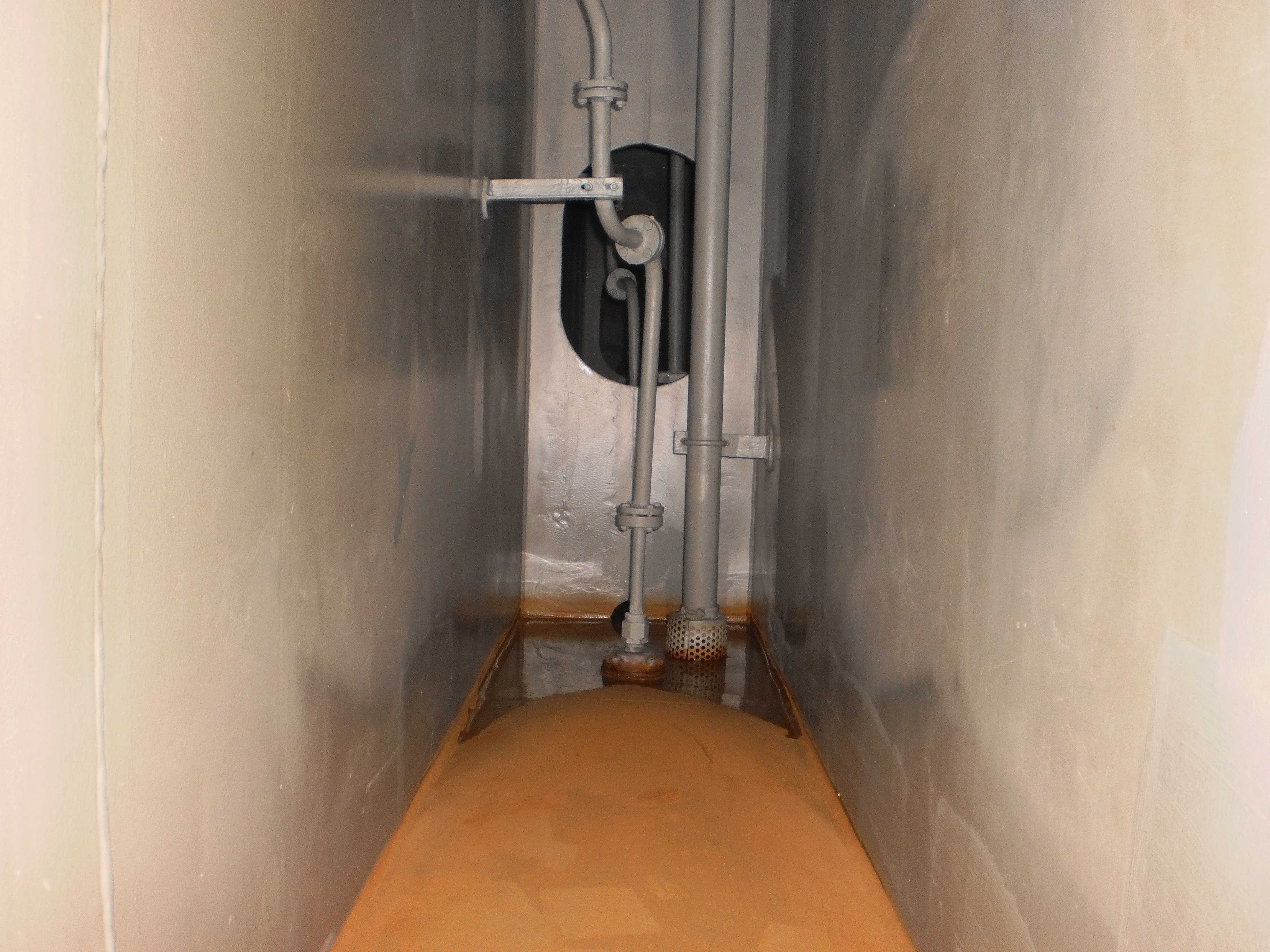
داخل سد إنضاب في سفينة

## الهندسة المعمارية البحرية
قد يشير سد الإنضاب أيضًا إلى مساحة عازلة بين حوائط أو أسطح مانعة لتسرب الماء في داخل السفينة، كما يمكن أن يكون سد الإنضاب مساحة خالية (فارغة) أو مساحة صابورة، ويستخدم عادة لضمان عدم تسرب النفط أو غيره من المواد الكيميائية إلى خزانات المياه العذبة، ما يؤدي إلى تلوث إمدادات مياه الشرب على السفينة. يكون سد الإنضاب فارغًا طوال الوقت، وقد يُركّب داخل السفينة أجهزة استشعار للتحذير فيما إذا كان السد قد بدأ في الامتلاء. يوضع سد إنضاب عادةً بين حمولتين، إذا كانتا على نفس السفينة، وتتفاعلان مع بعضهما بشكل خطير.